# Ana María Muñoz
Ana María Muñoz Jauregui (Lima, 1969) es una química farmacéutica peruana con especialización en bioquímica y nutrición.  Sus investigaciones se han enfocado en el estudio de componentes bioactivos presentes en alimentos y en la formulación de alimentos funcionales y nutracéuticos. Fue rectora y actualmente ejerce como y vicerrectora de investigación de la Universidad San Ignacio de Loyola (USIL)
Ha recibido reconocimiento a través del Premio L'Oréal-UNESCO-Concytec por la Mujer en la Ciencia y distinciones en competencias globales de invención e innovación como KIWIE e iCAN.

## Biografía
Curso sus estudios en el colegio Nuestra Señora del Carmen de la ciudad de Lambayeque. Desde su infancia mostró interés por los procesos de transformación de los alimentos, sus colores y aromas; lo que la llevó a cursar estudios en el sector farmacéutico, en bioquímica y nutrición, centrándose en el estudio de los alimentos y su impacto en la salud.

### Educación
Muñoz Jauregui cursó estudios universitarios en la Universidad Nacional Mayor de San Marcos (UNMSM), obteniendo el título de Química Farmacéutica en 1996. Posteriormente, realizó una maestría en Bioquímica y Nutrición en la Universidad de San Martín de Porres (USMP), graduándose en 2001. En 2003, fue beneficiaria con la beca doctoral de CONCYTEC que le permitió obtener, en el 2006, el grado de doctora en Farmacia y Bioquímica en la UNMSM.

### Carrera
Muñoz ha ejercido como docente e investigadora en la Universidad San Martín de Porres, donde llegó a dirigir el Centro de Investigación de Bioquímica y Nutrición. También ha impartido clases en la maestría en Ciencia de los Alimentos de la UNMSM, en el doctorado en Farmacia y Bioquímica de la misma universidad, y en la Universidad Nacional San Luis Gonzaga de Ica (UNICA).
Además, fue directora de la Escuela Profesional de Ciencia de los Alimentos de la Facultad de Farmacia y Bioquímica de la Universidad Nacional Mayor de San Marcos y ha ocupado diversos cargos en la Universidad San Ignacio de Loyola (USIL), incluyendo el de Decana de la Facultad de Ciencias de la Salud, directora ejecutiva de investigación, vicerrectora de investigación (2017-2022) y rectora (2022-2023). Desde 2023, ha retomado el cargo de vicerrectora de investigación de la USIL.
Ha centrado sus investigaciones en alimentos funcionales, bioactivos y su impacto en la salud, así como en el desarrollo de innovaciones en nutrición. Su producción científica la ha colocado como "Investigadora Distinguida" del registro de investigadores del CONCYTEC. Ha sido vicepresidenta de la Sociedad Química del Perú y presidenta del comité editor de su revista, fue tesorera de la Sociedad Peruana de Nutrición y miembro de la Sociedad Latinoamericana de Nutrición. Actualmente preside el Consejo Consultivo de la Fundación Instituto Hipólito Unánue y ha formado parte del comité asesor de la Escuela de Ciencia de los Alimentos entre 2011 al 2013.
En el ámbito de la innovación, ha desarrollado productos patentados y ha participado en eventos internacionales como la Competencia Internacional de Invenciones e Innovaciones en Canadá (iCAN) y la Exhibición Internacional de Inventos de Mujeres de Corea del Sur (KIWIE), obteniendo diversos premios por sus invenciones en los campos farmacéutico y alimentario.

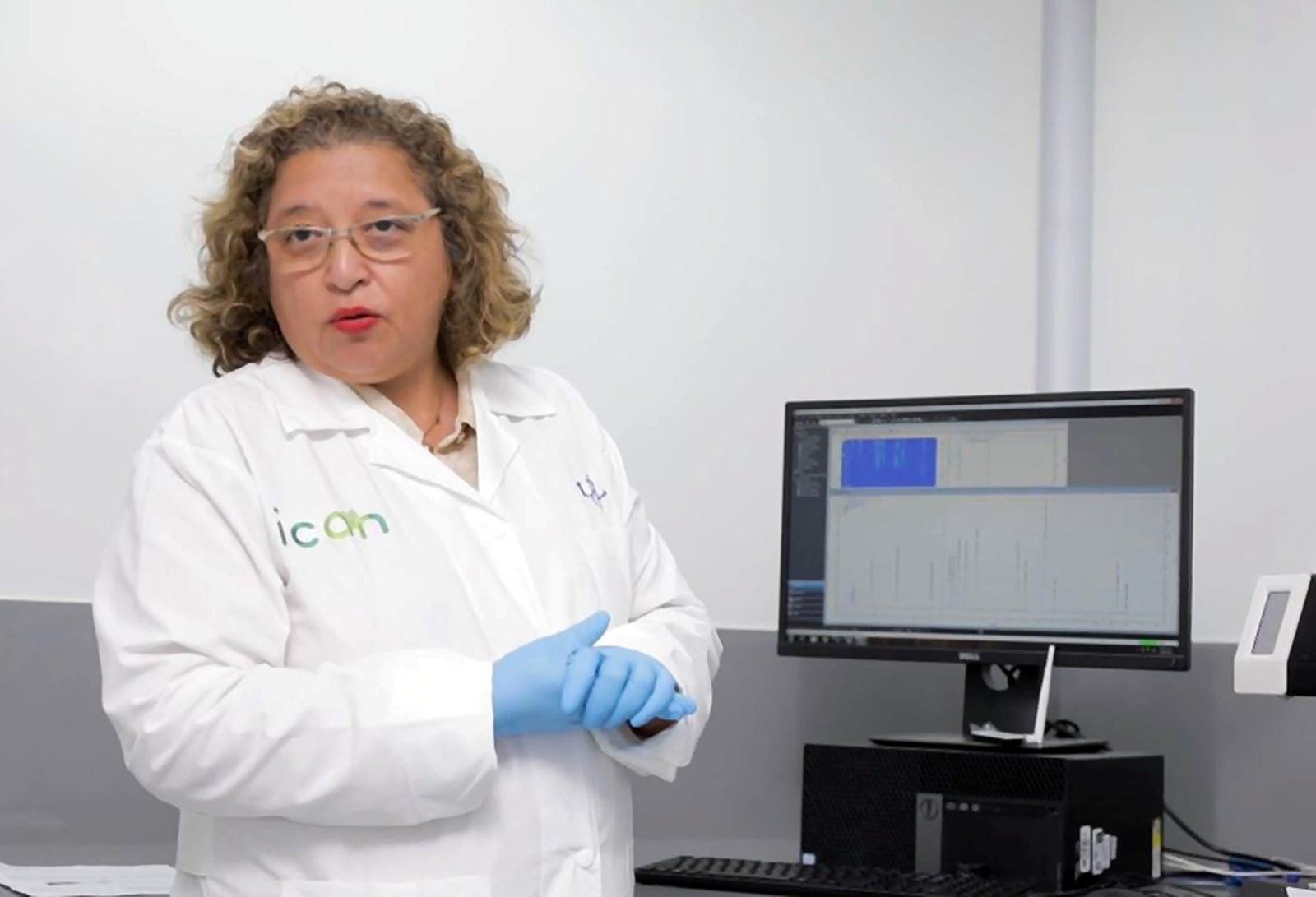
Dra. Ana Muñoz Jauregui realizando análisis por cromatografía líquida para la cuantificación de compuestos fenólicos en alimentos. Lima-Perú.

## Premios y reconocimientos
- 2010: Premio L'Oréal-UNESCO-CONCYTEC "Por la Mujer en la Ciencia".[5]

- 2012: Premio al Mérito Científico UNMSM.[11]
- 2013: Premio a la Excelencia Farmacéutica en docencia e investigación (Colegio Químico Farmacéutico Departamental de Lima).[4][9]
- 2013: Premio Fundación Instituto Hipólito Unanue (FIHU) a la Mejor Edición Científica[12]
- 2023: Premio Mujer Inventora Indecopi.[13]
- 2023: Premio Fundación Instituto Hipólito Unanue Mejor trabajo de investigación científica.[14]
- 2024: Semi Grand Prize en la Competencia Internacional de Invenciones e Innovaciones en Canadá (iCan 2024)[15]
- Exposición internacional de inventos de mujeres de corea (KIWIE 2022-2025) 12 medallas: 7 de plata, 4 de oro y 1 de bronce.[6][16][17][18][19]
- Competencia Internacional de Invenciones e Innovaciones en Canadá – iCAN 2023-2024: 6 medallas 3 de oro, 2 de plata 1 de bronce.[7] [20][21] [22]